# Molophilus myersi
Molophilus myersi là một loài ruồi trong họ Limoniidae. Chúng phân bố ở miền Australasia.